# Anī-ye Pā'īn
Anī-ye Pā'īn (persiska: آنئ سُفلَى, اَنّئ پائين, اَنی سُفلَى, انی پائین, Ānī-ye Soflá, Anī-ye Pā’īn) är en ort i Iran.   Den ligger i provinsen Ardabil, i den nordvästra delen av landet, 500 km nordväst om huvudstaden Teheran. Anī-ye Pā'īn ligger 1 209 meter över havet och antalet invånare är 550.
Terrängen runt Anī-ye Pā'īn är lite bergig. Runt Anī-ye Pā'īn är det ganska tätbefolkat, med 67 invånare per kvadratkilometer. Närmaste större samhälle är Germī, 7,0 km nordväst om Anī-ye Pā'īn. Trakten runt Anī-ye Pā'īn består till största delen av jordbruksmark.